# Kersgalwesp
De kersgalwesp (Trigonaspis synaspis) is een vliesvleugelig insect uit de familie van de echte galwespen (Cynipidae). De wetenschappelijke naam van de soort is voor het eerst geldig gepubliceerd in 1841 door Hartig.